# Yacimiento arqueológico de Cerro Boyero
El yacimiento arqueológico de Cerro Boyero está situado en el término municipal de la localidad española de Valenzuela, provincia de Córdoba, colindando con el término municipal de Santiago de Calatrava, provincia de Jaén.

## Historia y descripción

### Localización, descubrimiento y ubicación
El yacimiento está ubicado en un cerro amesetado situado inmediatamente al sur-sureste, cota 478, del actual núcleo de población de Valenzuela. Su ocupación abarca un rango cronológico que da inicio en el Bronce Final y concluye en la Edad Media, si bien la etapa de esplendor del asentamiento corresponde a la Edad del Hierro, con la cultura ibérica.
Fue dado a conocer en 2002 por los arqueólogos Juan Antonio Pachón Romero, Tadea Fuentes Vázquez y Antonio Ramón Hinojosa Pareja al producirse el hallazgo casual de un relieve antropomorfo ibérico y parte de una inscripción en piedra, localizados en un área muy próxima a la zona fortificada. El relieve conserva la mitad del rostro, visto de frente, de un varón barbado y desnudo con cuello casi completo, hombro correspondiente y parte del pecho. Se labró en un bloque monolítico que pudo pertenecer a la fachada de un edificio. Cronológicamente se sitúa en torno al siglo III a. C., dentro del mundo íbero, y al que los investigadores atribuyen cierto valor como imagen trascendente. En cuanto a la inscripción, se encuentra en un bloque de forma trapezoidal, con una cara cóncava, que es donde se dispone el epígrafe, apreciándose dos líneas de escritura con seis signos perfectamente identificables y otros tres incompletos.  Se ha fijado la lengua entre aquellas de rasgos indoeuropeos, que «manifiesta la onomástica céltica hispánica», por lo tanto del sistema paleohispánico pero no íbera, y que se situaría, cronológicamente, en el periodo de la república romana.
Las dimensiones del yacimiento y el abundante material cerámico en superficie lo han convertido en uno de los oppida más relevantes de la provincia cordobesa; dentro del patrón de poblamiento de época ibérica alcanzó notable importancia, en un medio natural encuadrado entre campiñas altas y medias del Guadalquivir, donde los asentamientos de grandes dimensiones, entre los que se encuentra Cerro Boyero, junto con otros de menores dimensiones, limitaban el territorio y controlaban las vías de comunicación mediante un entramado de conexión visual que facilitaba el control del espacio.
Desde el asentamiento es posible ver la localidad de Porcuna, asiento de la misma Obulco, Torreparedones (Baena y Castro del Río), donde se considera que estuvo la colonia Virtus Iulia Ituci y un gran número de yacimientos arqueológicos. Cerro Boyero está situado, además, junto a una importante vía de comunicación que desde Cástulo (Linares) y Obulco (Porcuna) bajaba hacia Iponuba (Cerro del Minguillar), pasando por el oppidum ignotum del Cerro de los Molinillos, y continuaba hacia Ipagrum (Aguilar de la Frontera). El hábitat de Cerro Boyero está atestiguado a través del material cerámico superficial desde el Bronce Final, pasando por el periodo orientalizante, la época ibérica, romana y medieval.

### Poblamiento y ocupación
Se trata de una ciudad ibérica fortificada, con una superficie que supera las 17 hectáreas, asentada sobre una meseta inclinada hacia el norte y con una línea de muralla que se distingue en sus perfiles norte, sur y este, aprovechando en su conjunto los desniveles propios del terreno. El recinto fortificado original parece que fue ampliado en época romana hacia el este, donde hay testimonios de la existencia de cisternas o silos de época ibero-romana.
Las condiciones para la defensa y la habitabilidad de Cerro Boyero son inmejorables ya que a la posición geoestratégica hay que unir sus característica topográficas, consistentes en laderas con fuertes pendientes que terminan en una amplia meseta ligeramente de excepcional visibilidad, a lo que se añade la existencia de manantiales de agua en las laderas y de terrenos aptos para el cultivo.
En cuanto a los restos encontrados, la ocupación humana se remonta, al menos, hasta el Bronce Final Precolonial, aunque no se descarta un poblamiento anterior que podría alcanzar la Edad del Cobre. Así aparecen fragmentos de cerámica modelada a mano, de superficies bruñidas y carenadas. Están también presentes los materiales característicos del Bronce Final Reciente y período orientalizante con cerámica fabricada a torno de pasta gris y otras pintadas a bandas con motivos geométricos.
A la época ibérica corresponden cerámicas decoradas también con motivos geométricos comunes, de pasta gris. Durante esta fase de ocupación, Cerro Boyero contó con un importante cinturón defensivo. Apenas se conservan restos de lo que fue esta muralla construida en talud a base de pequeñas piedras, como se aprecia en el flanco norte. En otros sectores existían lienzos construidos con grandes sillares aunque hoy en día la acumulación de grandes montones de piedra retirados por los agricultores impide reconocerlos. Pero además este oppidum debió contar con un sistema de defensa a base de torres, que a modo de avanzadillas defendían el lugar.
De la época romana existen abundantes vestigios, principalmente cerámicos: tegulae, imbrices, cerámicas comunes, terra sigillata de distintos tipos y variedades, restos de conducciones de agua y ánforas. La presencia de cerámica vidriada medieval confirma la continuidad del yacimiento hasta este periodo histórico. Con posterioridad, y por razones desconocidas, la zona quedó deshabitada, pasando a establecerse la población en el lugar que hoy ocupa la localidad de Valenzuela.

## Estatus patrimonial
El yacimiento arqueológico de Cerro Boyero fue declarado bien de interés cultural, con la categoría de Zona Arqueológica e inscrito como tal en el inventario del Patrimonio Histórico Andaluz por Decreto 76/2018, de 3 de abril, de la Junta de Andalucía y goza del nivel de protección establecido para dichos bienes en la Ley 14/2007, de 26 de noviembre, del Patrimonio Histórico de Andalucía.
La extensión de protección como BIC alcanza, por una parte, al inmueble del que fue recinto amurallado, sirviendo para fijar los lindes la huella de los vestigios de muralla, en algunos flancos con restos emergentes y en la mayoría supuestamente coincidente con el perfil longitudinal, con acumulaciones dispersas por el salto de cota. Por otra parte, forman parte del bien protegido los dos bienes muebles que se encuentran en depósito en el Museo Municipal y Centro de Interpretación del Territorio de Alcalá la Real, en este caso en la provincia de Jaén: por un lado el relieve ibérico con personaje barbado de frente y ojos cerrados, y por otra parte el fragmento de piedra trapezoidal que conserva un resto epigráfico incompleto, ambos ya descritos.
El decreto que declara el bien de interés cultural justifica en su exposición la misma:

Las dimensiones del yacimiento, el amplio espectro cronológico documentado y la abundancia de material superficial, así como el deterioro continuado como consecuencia de las labores agrícolas, constituyen razones suficientes para proceder a la catalogación del sitio como Zona Arqueológica. Por otro lado, el asentamiento ofrece grandes posibilidades para el conocimiento del devenir histórico de la comarca, que adolece de estudio de sus secuencias estratigráficas, en especial de aquellas encuadradas desde la protohistoria a la romanización.